# Loch Torridon
El loch Torridon o Fiord de Torridon (en gaèlic escocès, Loch Thoirbheartan) és un fiord a la costa occidental d'Escòcia (Regne Unit) a les Terres Altes nord-occidentals. El poble de Torridon queda en el cap del fiord i està envoltat per unes espectaculars muntanyes de la serra Torridon Torridon Hills.
El fiord és un estuari d'origen glacial del voltant de 25 quilòmetres de llarg. Al nord estan els pobles de Redpoint, Craig, Diabeg (on es va filmar la pel·lícula Loch Ness), Wester Alligin i Alligin Shuas. Al sud queda Shieldaig.
El loch Torridon és una important piscifactoria de llagostins i mariscs i el propi estuari també alberga granges de salmó i producció industrial de musclos.
El loch té diversos illots al seu interior:
- A Loch Shieldaig: Eilean an Bhàin Inbhire, Eilean Dughaill i Shieldaig Island.
- A la part superior: Eilean à Chaoil, Eilean Cnapach, tots dos són illots de marea.
- A la part exterior: Eilean Mor, Eilean Tioram, Sgeir Ghlas, Sgeir na Trian[1]

La Shieldaig Island és propietat de la National Trust for Scotland des de 1970. Té una cobertura de pi roig, que pot haver crescut a partir de llavors preses dels Cairngorms en la meitat del segle xix.